# Citroën Xsara Picasso
O Citroën Xsara Picasso é um carro de médio porte da Citroën, muitas vezes é chamado de "Citroën Picasso". Começou a ser fabricado em 1999 na Europa, foi desenhado por Donato Coco, sempre fez polêmica por causa de seu design, com formas arredondadas. Lembra facilmente o Citroën Xsara original. Vendeu 1.736.727 unidades até setembro 2010 e teve produção encerrada na Europa em 2010. No Brasil começou a ser fabricado em maio de 2001 e foram vendidas cerca de 106.000 unidades. A PSA Peugeot Citroën do Brasil confirmou o final de produção do Citroën Xsara Picasso em 2012; saiu de produção devido a lei antipoluição.

## Nome
O nome Picasso foi licenciado pela família do famoso pintor espanhol Pablo Picasso, criando uma publicidade internacional significativa no momento do lançamento do carro.

## História no Brasil
O veículo entrou em cena no país para competir com o setor de peruas, fazendo com que esse setor viesse a diminuir drasticamente, fato esse que veio a acontecer de forma semelhante com as minivans com o surgimento dos veículos de categoria SUV no Brasil. Inicialmente o veículo foi comercializado no Brasil com um propulsor a gasolina de 2000cc chamado EW10JP4 com 115 cv de potência, em 2008 o carro passou por algumas mudanças na parte mecânica como embreagem hidráulica e novo cabeçote de 16 válvulas e que proporcionou 136 cv. Somente em 2006 veio a adoção de um novo motor, desta vez um flex 1.6 chamado TU5JP4, motor esse que veio a equipar o Peugeot 206, o Citroën C3 e o Citroën Berlingo. Essa motorização oferecia 110 cv em gasolina e 113 cv em etanol. Em 2007 o veículo ganha sua primeira e última reestilização no país, com uma grade dianteira maior, para-choques novos e farois mais integrados às linhas do design.

## Principais concorrentes
- Renault Scénic (1996-presente)
- Chevrolet / Opel Zafira (1999-2018)

## Características do interior
- A bateria do carro fica localizada dentro do habitáculo, por baixo do banco do motorista.
- O carro possui dois compartimentos secretos por baixo do tapete dos passageiros do banco traseiro.
- Todos os três bancos traseiros são removíveis fazendo com que o porta-malas aumente de 550 litros para 2128 litros.
- O carro possui mesinhas móveis para os passageiros do banco de trás, semelhante as que se encontram em aviões.